# フローとストック

Dynamic Stock and flow diagram

フロー（英: Flow）とは、一定期間内に流れた量をいい、ストック（英: Stock）とは、ある一時点において貯蔵されている量をいう。フローとストックを対比するのは、主に経済学での用法である。

## 解説
ストックとフローとは、前者の変化量が後者にあたるという関係にある。たとえばダムに貯まっている水量がストック、これに対してダムから流出したり流入する水量がフローにあたる。
アルフレッド・マーシャルの式M=kPY においては、M（マネーサプライ）はストック、PY（名目GDP）はフローにあたる。kの逆数である貨幣の所得速度が低下することは、ダムの淀んだ水に喩えられることがある。
アーヴィング・フィッシャーは、生産をストックへの追加、消費をストックからの削減と見た上、経済的な福祉をあらわすものはストックの大きさであると考えた。このような考え方は、フローである消費が大であることを経済的な豊かさと見る考え方とは、対立するものである。
複式簿記では、期間の損益状況をあらわす損益計算書（収益・費用）がフロー、特定時点での財産状況をあらわす貸借対照表（資産・負債・資本）がストックにあたるものである。
- フロー - GDP、消費支出、投資、政府支出、政府財政赤字、経常収支、資本収支、総支出[3]
- ストック - マネーサプライ、政府債務額、対外資産残高、資本総量、資本総額[3]